# Salmaan Moerat
Salmaan Moerat (geboren am 6. März 1998) ist ein südafrikanischer Rugby-Union-Spieler, der für die Stormers in der United Rugby Championship und für Western Province im Currie Cup und in der Rugby Challenge spielt. Seine Stammposition ist Zweite-Reihe-Stürmer (Lock).
Moerat hat die Stormers mehrfach als Mannschaftskapitän geführt, unter anderem als erster Stormers-Kapitän in der United Rugby Championship (URC) 2021.
Moerat führte die Springboks im Testspiel gegen Portugal im Free State Stadium am 20. Juli 2024 als erster muslimischer Mannschaftskapitän an.